# Finnish International
Die Finnish International sind offene internationale Meisterschaften von Finnland im Badminton. Bis 2013 trugen die Finnish Open den Namen Finnish International. 2014 wurde eine zweite internationale finnische Meisterschaft ins Leben gerufen, welche den Namen Finnish International übernahmen, während die ursprünglichen Titelkämpfe ihren Namen in Finnish Open änderten. Die Titelkämpfe gehören dem BE Circuit an.

## Die Sieger
| Saison    | Herreneinzel      | Dameneinzel           | Herrendoppel                       | Damendoppel                                 | Mixed                                     |
| --------- | ----------------- | --------------------- | ---------------------------------- | ------------------------------------------- | ----------------------------------------- |
| 2014      | Eetu Heino        | Olga Golovanova       | Mathias Bay-Smidt Frederik Søgaard | Victoria Dergunova Olga Morozova            | Jones Ralfy Jansen Cisita Joity Jansen    |
| 2015      | Steffen Rasmussen | Febby Angguni         | Nikita Khakimov Vasily Kuznetsov   | Clara Nistad Emma Wengberg                  | Filip Michael Duwall Myhren Emma Wengberg |
| 2016      | Victor Svendsen   | Irina Amalie Andersen | Jeppe Bay Rasmus Kjær              | Irina Amalie Andersen Julie Dawall Jakobsen | Anton Kaisti Jenny Nyström                |
| 2017 2023 | nicht ausgetragen | nicht ausgetragen     | nicht ausgetragen                  | nicht ausgetragen                           | nicht ausgetragen                         |
| 2024      | Yudai Okimoto     | Anna Tatranova        | Karl Kert Tauri Kilk               | Priska Kustiadi Nozomi Shimizu              | Tan Wei Liang Wong Kha Yan                |